# Nils Gelbjerg-Hansen
Nils Gelbjerg-Hansen (ur. 7 października 1968 w Kopenhadze) – duński narciarz alpejski, uczestnik Zimowych Igrzysk Olimpijskich 1992.

## Osiągnięcia

### Igrzyska olimpijskie
| Miejsce | Dzień     | Rok  | Miejscowość | Konkurencja | Czas biegu  | Strata   | Zwycięzca            |
| ------- | --------- | ---- | ----------- | ----------- | ----------- | -------- | -------------------- |
| 45.     | 18 lutego | 1992 | Albertville | Gigant      | 2:26,49 min | +19,51 s | Alberto Tomba        |
| DNF     | 22 lutego | 1992 | Albertville | Slalom      | –           | –        | Finn Christian Jagge |